# Tortura (film 1951)
Tortura (Inside the Walls of Folsom Prison) è un film del 1951 diretto da Crane Wilbur.
È un film carcerario statunitense con Steve Cochran, David Brian e Philip Carey.

## Trama
Nei primi decenni del '900 Ben Rickey, il crudele direttore del carcere di Folsom, in California, sottoponeva i detenuti a trattamenti disumani. Saranno stati necessari l'intervento di Mark Benson - il nuovo e maggiormente illuminato capo delle guardie – ma anche, disgraziatamente, diversi episodi funesti, prima che nella prigione venissero adottati metodi riabilitativi più rispondenti ai diritti dell'uomo.

## Produzione
Il film, diretto e sceneggiato da Crane Wilbur, fu prodotto da Bryan Foy per la Warner Bros. e girato nella Folsom State Prison a Represa, California, da fine ottobre a metà dicembre 1950. Il titolo di lavorazione fu The Story of Folsom.

## Distribuzione
Il film fu distribuito con il titolo Inside the Walls of Folsom Prison negli Stati Uniti dal 18 maggio 1951 dalla Warner Bros.
Altre distribuzioni:
- in Francia l'11 gennaio 1952 (Les révoltés de Folsom Prison)
- in Finlandia il 1º febbraio 1952 (Rautamiehet)
- nelle Filippine il 29 luglio 1952
- in Germania Ovest il 29 agosto 1952 (Meuterei im Morgengrauen)
- in Austria nell'ottobre del 1952 (Meuterei im Morgengrauen)
- in Grecia (I epanastasis ton kolasmenon)
- in Belgio (La révolte des condamnés e Opstand der veroordeelden)
- in Brasile (Um Grito de Angústia)
- in Italia (Tortura)

## Curiosità
Il cantante country Johnny Cash vide questo film mentre prestava servizio nella United States Air Force in Germania Ovest nel 1952; la pellicola ispirò il suo popolare brano Folsom Prison Blues.